# エヴリバディ (曲)
「エヴリバディ」(Everybody)は、アメリカ合衆国のシンガーソングライター、マドンナのデビュー・シングル。シングルとしてリリースされた後に1枚目のアルバム『バーニング・アップ』の8曲目として収録された。
2022年にはデビュー40周年を記念してリマスター＆新たなスリーブケースの7インチシングルがレコード・ストア・デイの一環として再リリースされ、ストリーミングやダウンロードでも配信開始になった。

## 収録曲
| - 米国 12" シングル 1. "Everybody" (Extended Version) - 5:56 2. "Everybody" (Dub Version) - 9:23 - イタリア/イギリス 12" シングル 1. "Everybody" (Remix) - 6:16 2. "Everybody" (Dub Version) - 5:59 - イタリア/イギリス 7" シングル 1. "Everybody" (7" Remix) - 3:20 2. "Everybody" (Dub Version) - 4:40 | - ドイツ CDシングル 1. "Everybody" (LP Version) - 4:55 2. "Everybody" (Dub Version) - 8:58 - 40周年記念 デジタル/12" シングル 1. "エヴリバディ" (7" エディット) - 3:58 2. "エヴリバディ"（7"インストゥルメンタル） – 4:13 |

## チャート
| チャート (1982年)                             | 最高位 |
| --------------------------------------------- | ------ |
| US Bubbling Under Hot 100 Singles (Billboard) | 7      |
| US Dance Club Songs (Billboard)               | 3      |

| チャート (2022–2023年)     | 最高順位 |
| -------------------------- | -------- |
| クロアチア (HDU)           | 4        |
| ギリシャ (IFPI Greece)     | 38       |
| ハンガリー (Single Top 40) | 2        |
| UK Physical Singles (OCC)  | 5        |
| UK Singles Sales (OCC)     | 22       |
| UK レコード (OCC)          | 2        |

| チャート (2022年)          | 順位 |
| -------------------------- | ---- |
| ハンガリー (Single Top 40) | 90   |